# Peter Orban
Peter Orban es un deportista sueco que compitió en piragüismo en la modalidad de aguas tranquilas. Ganó dos medallas de bronce en el Campeonato Mundial de Piragüismo: en los años 1990 y 1991, ambas en la prueba de K4 10 000 m.

## Palmarés internacional
| Campeonato Mundial | Campeonato Mundial | Campeonato Mundial | Campeonato Mundial |
| Año                | Lugar              | Medalla            | Competición        |
| ------------------ | ------------------ | ------------------ | ------------------ |
| 1990               | Poznań (Polonia)   | Medalla de bronce  | K4 10 000 m        |
| 1991               | París (Francia)    | Medalla de bronce  | K4 10 000 m        |